# Мюллер, Данни
Даниел (Данни) Мюллер (нидерл. Danny Muller; род. 11 августа 1969, Амстердам) — нидерландский футболист, полузащитник.

## Карьера
Сын футболиста Бенни Мюллера. На молодёжном уровне играл за «Аякс». В 1988 году перешёл в «Барселону», которую возглавил Йохан Кройф. В сезоне 1988/89 играл за вторую команду «Барселоны» «Барселона Атлетик» в Сегунде, при этом тренировавший «Барселону Атлетик» Луис Пужоль вынужден был ставить Мюллера в состав по протекции Кройфа, несмотря на то что на его позиции лучше был Тито Виланова (в будущем ставший главным тренером «Барселоны»): Мюллер являлся бойфрендом Шантали — дочери Кройфа.
После вылета «Барселоны Атлетик» в Сегунду B, где иностранцы играть не могли, трудоустроиться в другой испанский клуб не получилось, и Мюллер вернулся на родину, в «Аякс». За главную команду клуба в сезоне 1989/90 не сыграл и перешёл в бельгийский «Стандард». В дальнейшем играл за другие бельгийские и нидерландские команды. В завершающий период карьеры страдал от хронической травмы ахиллова сухожилия.